# A Long Way Down
A Long Way Down (zu Deutsch etwa: ‚Ein langer Weg hinab‘) ist ein schwarzhumoriger Roman des britischen Schriftstellers Nick Hornby aus dem Jahr 2005. Die deutsche Erstausgabe erschien 2005 in einer Übersetzung von Clara Drechsler und Harald Hellmann beim Verlag Kiepenheuer & Witsch. Droemer Knaur veröffentlichte im Folgejahr eine Taschenbuchausgabe.
Die gleichnamige Verfilmung des Romans von Regisseur Pascal Chaumeil hatte im Februar 2014 auf der 64. Berlinale Premiere. Die Hauptrollen spielen Pierce Brosnan als Martin Sharp, Toni Collette als Maureen, Imogen Poots als Jess und Aaron Paul als J.J.
Die vier Protagonisten Martin, Maureen, Jess und JJ begegnen sich beim Selbstmordversuch in der Silvesternacht auf dem Dach eines Londoner Hochhauses und geben sich das Versprechen, ihren Suizid bis zum Valentinstag aufzuschieben und sich umeinander zu kümmern. Neben Selbstmord thematisiert der Roman Einsamkeit, Depressionen und Gruppendynamik, die Handlung ist von der Verschiedenartigkeit der vier Charaktere geprägt.

## Inhalt

### 1. Teil
Den abgehalfterten Talkmaster Martin Sharp, die einsame Hausfrau Maureen (51), den erfolglosen Rockmusiker JJ (31) und die schwer erziehbare Jess Crichton (18) verbindet nicht viel, außer dem Umstand, dass alle vier in der Silvesternacht vom selben Hochhaus (Topper’s House) springen wollen. Durch das unerwartete Aufeinandertreffen der vier Personen schlägt ihr Suizidplan fehl. Nachdem sie sich ihre Lebensgeschichten erzählt haben, beschließen sie, bis Valentinstag mit dem Suizid zu warten und in der Zwischenzeit aufeinander aufzupassen. Dadurch entsteht eine sonderbare Beziehung zwischen vier unglücklichen und sehr unterschiedlichen Menschen.

### 2. Teil
Am nächsten Morgen steht in allen Zeitungen, dass Jess mit Martin geschlafen haben soll. Diese falsche Information hat die Presse von Jess’ Ex-Freund Chas erhalten. Ihr Vater stellt Jess zur Rede. Diese Angelegenheit ist für ihn peinlich, da er als Junior-Bildungsminister ein öffentliches Amt bekleidet. Aus Angst, dass ihr Vater von ihren Suizidabsichten erfährt, bejaht sie diese falsche Information aus der Zeitung.
Die nächste Ausgabe berichtet von einem Suizidpakt zwischen Martin und Jess. Jess’ Vater verlangt Aufklärung von Martin. Dieser beteuert, dass er nicht mit Jess geschlafen habe. Nach dem Gespräch beauftragt Jess’ Vater Martin, auf Jess aufzupassen. Martin bekommt hierfür sogar etwas Geld. Nach einem weiteren Artikel wird JJ von einer Reporterin aufgesucht. Sie möchte von ihm wissen, warum die vier sich entschieden haben, nicht vom Hochhaus zu springen. JJ möchte darüber allerdings zuerst nicht reden.
Später ruft Jess bei Maureen an und beschließt aufgrund der Zeitungsschlagzeilen eine Krisensitzung bei Maureen abzuhalten. JJ macht bei Maureen reinen Tisch und erklärt, dass er keine tödliche Krankheit habe. Jess schlägt vor, aus der Suizidschlagzeile eine große Story zu machen. Sie hat die Idee, der Presse von einer Engelserscheinung zu berichten. Allerdings halten die anderen drei nicht viel davon und versuchen es ihr auszureden. Am nächsten Morgen stellen sie fest, dass Jess doch mit einer Reporterin über die Engelsstory gesprochen haben muss. Im Interview erzählt Jess der Reporterin Linda, dass der Engel ausgesehen habe wie Matt Damon. Jess muss der Reporterin versprechen, dass sie auch mit den anderen drei Betroffenen ein Interview führen darf. Obwohl sie nicht gutheißen, was Jess getan hat, treffen sich alle vier mit Linda zum Interview. Linda nutzt dieses Gespräch, um Martin in ihrem Artikel zu diffamieren. Martins Chef beim Fernsehsender FeetUp TV entlässt ihn daraufhin zunächst. Durch sein Versprechen, die drei anderen für seine Sendung zu gewinnen, bekommt er aber noch eine Chance. Die Sendung verläuft allerdings so katastrophal, dass alle vier hinausgeworfen werden und Martin endgültig seinen Job verliert. Bei einer weiteren Talkshow erklärt Jess, dass die Engelserscheinung erlogen war, um Geld zu machen, woraufhin kein Journalist mehr etwas von ihnen wissen möchte.
Da sie nun viel Zeit haben, beschließen sie, sich über das Thema Suizid zu informieren. Allerdings kommt es jedes Mal zum Streit, woraufhin JJ meint, dass sie alle Urlaub bräuchten. Martin, Jess und JJ helfen Maureen für ihren behinderten Sohn Matty eine Pflege für die Zeit ihres Urlaubs zu organisieren. Eine Woche später sitzen sie im Flugzeug nach Teneriffa. Am zweiten Tag der Reise sieht Jess ein Mädchen, das auf den ersten Blick ihrer vermissten Schwester Jen sehr ähnlich sieht. Das Mädchen fühlt sich allerdings durch Jess belästigt, und die beiden geraten in Streit. Aus Frust betrinkt sich Jess und wird später von der Polizei aufgegriffen und zum Hotel gebracht. Sie behauptet, dass Maureen und Martin ihre Eltern seien. Daraufhin zieht Martin verärgert aus dem Hotel aus. JJ trifft ein Mädchen, das seine alte Band kennt, und verbringt mit ihr die Nacht. Martin macht sich während seiner Abwesenheit von den drei anderen über sein Leben Gedanken. Er ist mittlerweile der Meinung, dass nicht er, sondern andere an seinem Elend schuld seien. Jess möchte mit ihm reden, aber Martin blockt ab. Im Taxi zum Flughafen unterhalten sich Martin, Maureen, Jess und JJ über ihre Urlaubserlebnisse und planen ihr Treffen am Valentinstag.
Der Treffpunkt ist um 20 Uhr auf dem Dach von Topper’s House. Während des Gesprächs entdecken sie einen jungen Mann, der gerade im Begriff ist, sich vom Dach zu stürzen. Martin, Maureen, Jess und JJ wollen ihn davon abhalten, doch im selben Moment lässt sich der Mann in die Tiefe fallen.

### 3. Teil
Nach dem Erlebnis mit dem Selbstmörder auf Topper’s House gehen Martin, JJ, Maureen und Jess nach Hause und treffen sich am folgenden Nachmittag im Starbucks wieder. Martin erzählt den dreien etwas über einen Zeitungsartikel, in dem ein Suizidologe über Selbsttötung berichtet. Der Suizidologe äußere die Ansicht, dass die Krise neunzig Tage dauere und sich danach einiges verändere. So verabreden sie, mit einem eventuellen Suizid mindestens noch bis zum 31. März zu warten.
Maureen und Jess beschließen, Martins Ex-Frau Cindy zu besuchen, um die beiden wieder zusammenzubringen. Cindy Sharp wohnt in Torley Heath zusammen mit ihren Kindern und ihrem neuen Partner Paul, der blind ist. Cindy erklärt den beiden, dass Martin viele Fehler gemacht habe, sich nicht um die Kinder gekümmert habe und sie ihn keineswegs zurückhaben möchte.
Jess organisiert ein Treffen im Souterrain des Cafés. Sie lädt alle Angehörigen der vier ein, insgesamt 16 Personen. Doch es läuft nicht so, wie sie es sich vorstellt. Jess und ihre Eltern schreien sich an, weil ihre Mutter behauptet, sie hätte die Ohrringe ihrer Schwester Jen gestohlen. JJ und ein ehemaliger Bandkollege verlassen das Café, um sich zu prügeln, und Martin legt sich mit einem von Mattys Pflegern an, da er glaubt, dass dieser mit seiner Exfreundin flirte. Maureen ist die Einzige der vier, die nun noch anwesend ist. Sie unterhält sich mit Jess’ Eltern. Sie reden über die Geschichte mit den Ohrringen, und Maureen erklärt, dass sie nicht glaube, dass Jess die Ohrringe gestohlen habe. Sie ist der Meinung, dass Jen selbst noch einmal zurückgekommen sei und sie abgeholt habe. Die beiden Pfleger Sean und Stephen helfen Maureen dabei, Matty nach Hause zu bringen. Auf dem Heimweg fragt Sean sie, ob sie nicht Lust habe, bei einem Quizspiel mitzumachen. Da sie zusagt, bringen sie Matty kurze Zeit später ins Pflegeheim und fahren dann in das Pub, wo das Spiel stattfindet. Dort bietet ihr ein älterer Mann aus ihrer Mannschaft einen Job in einem Zeitungsladen an.
Als Jess von ihrem kleinen Ausflug nach London Bridge, wo sie inzwischen eine Affäre hat, wieder nach Hause kommt, entschuldigt sich ihre Mutter bei ihr und sagt, dass sie das mit den Ohrringen eingesehen habe. Jess akzeptiert ihre Entschuldigung.
Maureen, JJ und Martin haben sich inzwischen beruflich neu orientiert. Martin ist nun Nachhilfelehrer und möchte sich ein neues Leben aufbauen. JJ ist Straßenmusiker geworden und freut sich, dass er wieder Musik macht, und Maureen arbeitet jetzt regelmäßig im Zeitungsladen.
Die neunzig Tage neigen sich dem Ende zu. Am 31. März treffen sie sich im Pub gegenüber von Topper’s House. Sie beschließen, gemeinsam auf das Dach zu gehen. Dort oben wird ihnen beim Anblick der Londoner Skyline klar, wie schlimm es für ihre Freunde und Familienangehörigen wäre, wenn sie sich umbringen würden. Letztendlich verabreden sie erneut, einen etwaigen Suizid um weitere sechs Monate zu verschieben.

## Figuren

### Charakterisierung und Entwicklung von JJ
JJ, ein Amerikaner, ist vor einigen Jahren nach London gekommen, da seine damalige Freundin Lizzie nach London gezogen war. Für Lizzie hat er auch seine Band („Big Yellow“) aufgegeben. Für JJ war die Band und das Musikmachen von großer Bedeutung. Der Traum vom Leben als Rockstar lebt aber immer noch in ihm weiter. Allerdings verdient er sich sein Geld inzwischen mit dem Ausliefern von Pizza. Mit dieser Situation ist er sehr unzufrieden.
JJ lebt in der Welt der Musik. Er vergleicht Menschen, Situationen und sich selbst mit Bands oder einzelnen Musikern, wie zum Beispiel auf Seite 72 […] dann begann ich, In Between Days von The Cure zu summen, was mir passender vorkam […]
JJ vergleicht auch seine eigenen Suizidabsichten mit denen berühmter Musiker. Und in der Gruppe der vier Selbstmordkandidaten sieht er eine Band und gibt ihr auch einen Namen: Topper’s House Four.
JJs Gedanken über die anderen Mitglieder der Gruppe wirken oft arrogant. Obwohl er selbst es nicht zu viel gebracht hat, wirkt es häufig so, dass er sich für etwas Besseres hält. Erstaunlich ist, dass er sich mit der schüchternen und prüden Maureen am besten versteht. Er versucht ihr zu helfen und führt viele Gespräche mit ihr. Ihm liegt viel daran, die anderen dazu zu bringen, Rücksicht auf Maureen zu nehmen. So hält er Jess dazu an, sich für ihre Wortwahl zu entschuldigen. JJ ist es auch, der für Maureen einen gemeinsamen Urlaub initiiert. Das wird ihm aber selbst zuwider, und er distanziert sich schnell. Er will lieber sein eigenes Leben in den Griff bekommen, einen richtigen Job und eventuell wieder Erfolg mit der Musik haben.
Bei dem Wiedersehen mit seiner Ex-Freundin Lizzie und seinem besten Freund Ed, der extra aus den USA angereist ist, wirkt er reifer als am Anfang der Geschichte. Ihm wird klar, wie er in diese Situation gekommen war. Lizzie und Ed wollen ihm helfen und kaufen ihm eine Gitarre, eine Mundharmonika und ein Neck-Rack, damit JJ wieder Musik machen kann. JJ erkennt, dass er wieder anfangen muss, Musik zu machen. Er fängt ein Leben als Straßenmusiker an und stellt fest, dass ihn das erfüllt.

### Charakterisierung und Entwicklung von Maureen
Maureen ist 51 Jahre alt und alleinstehende Mutter ihres körperlich und geistig behinderten Sohnes Matty, dessen Pflege sie nahezu ausnahmslos ihr Leben widmet. Bevor Matty zur Welt kam, war sie berufstätig und sehr kontaktfreudig. Dies änderte sich jedoch schlagartig, denn um sich vollzeitig um ihren Sohn kümmern zu können, musste sie ihr komplettes Leben umstellen und auf nahezu alles verzichten, unter anderem auch auf eine Berufstätigkeit.
Dieser Umstand führte dazu, dass beide zwangsläufig in ärmlichen Verhältnissen leben müssen. Wenn es nach ihr ginge, würde sie am liebsten wieder soziale Kontakte knüpfen. Maureen wünscht sich nichts so sehr wie einem Beruf nachzugehen oder wieder lebenswerte Dinge zu erleben, wie z. B. Verreisen. Maureen grenzt sich mehr und mehr von der Außenwelt ab und lebt einsam und abgeschieden mit Matty in einer kleinen Wohnung. Die Zeit ist an ihr vorbeigegangen. Sie wirkt oft sehr weltfremd. So spricht sie von Handys distanziert als „diese neumodischen Taschentelefone“.
Die Verzweiflung und Überforderung dieser Frau in der Mutterrolle für ihren behinderten Sohn seit bald 20 Jahren ist deutlich zu erkennen. Einerseits würde sie diese Last gerne abwerfen und spielt daher mit Gedanken an Suizid, andererseits ist sie eine pflichtbewusste Mutter, die den Sinn ihrer Existenz in der Pflege ihres völlig unselbständigen Sohnes sieht.

## Das Thema Suizid
Alle vier Protagonisten haben ihre eigene Geschichte, aber die gleiche Auffassung vom Leben: Es ist sinnlos, und es scheint keinen Ausweg für ihre Probleme zu geben. Jeder für sich beschließt am Silvesterabend, sich das Leben zu nehmen. Doch keiner von ihnen springt. Haben sie nur Angst zu springen oder wird ihnen klar, dass es keinen Sinn hat, sich umzubringen?
Auslöser der Suizidgedanken bei Jess ist, dass ihr Freund sie verlassen hat. Später erfährt man über Jess, dass ihre Schwester verschwunden ist und sie das mehr mitnimmt, als sie vor den anderen zeigt. Sie hat schon vieles versucht, um sie zu finden, doch alles ist gescheitert. Möglicherweise ist ihre Schwester abgehauen oder entführt worden oder bereits tot. Jess plagt diese Ungewissheit. Und nun verlässt sie wieder ein Mensch, den sie liebt bzw. geliebt hat: Chas.
Martin ist der Öffentlichkeit bekannt durch seine TV-Moderation beim Frühstücksfernsehen. Er führt ein Party-Leben, betrinkt sich häufig in Pubs, geht fremd, schläft mit einer Minderjährigen, weswegen er letztlich hinter Gittern landet. Er verliert seine Frau und mit ihr seine beiden Töchter. Durch negative Medienberichte verliert er sein positives Image in der Öffentlichkeit. Nach seinem Gefängnisaufenthalt ist er darauf angewiesen, eine unbedeutende Talkshow zu moderieren. Bei Martin geht also ziemlich alles schief, was man sich vorstellen kann.
Maureen hat einen behinderten Sohn. Er ist ein schwerer Pflegefall, um den sie sich Tag und Nacht kümmern muss. Sie ist in jeder Hinsicht damit überfordert und sieht weder im Leben ihres Sohnes noch in ihrem eigenen einen Sinn. Maureen denkt, dass es so etwas wie eine Strafe für sie ist. Sie schlief (einmalig) mit einem Mann und daraus entstand ihr uneheliches, behindertes Kind. Sie macht sich schwere Vorwürfe und kommt damit nicht zurecht.
JJ ist Amerikaner. Er wurde von seiner Freundin wegen eines anderen Mannes verlassen. Seine Band, die seinen Lebensinhalt für ihn ausmacht, ist absolut erfolglos. Nun arbeitet er als Pizzabote, was ihm überhaupt nicht gefällt. Er ist Musiker ohne Erfolg, dies ist aus seiner Sicht jedoch so ziemlich das Schlimmste für einen Künstler. Er täuscht den anderen gegenüber eine tödlich verlaufende Erkrankung vor, die sich angeblich CCR nennt. Dabei sind es nur die Initialen einer Band, die er mag. JJ denkt, seine Probleme seien nicht annähernd so groß wie die der anderen.
Im Verlauf der Geschichte versuchen sich alle gegenseitig zu helfen, z. B. fahren sie gemeinsam nach Teneriffa, um sich eine Auszeit zu nehmen; Maureen und Jess fahren zu Martins Ex-Frau und deren Kindern, um sie dazu zu bringen, zu Martin zurückzukehren. Keiner der vier nimmt ärztliche bzw. professionelle Hilfe in Anspruch. Als „Therapie“ dient ihnen lediglich die gegenseitige Aussprache und Hilfe: Am Ende springt keiner von ihnen.

## Stilistik

### Erzählperspektive
Der Roman wird aus den Perspektiven der vier Protagonisten in der Ich-Form erzählt. Die Perspektive wechselt kapitelweise, jedem Kapitel wird der Name des Erzählers vorangestellt. Eine auktoriale Ebene existiert nicht.
Die Handlung gewinnt dadurch an Fluss, dass jeder Abschnitt an den vorangegangenen anknüpft. Dabei überschneidet sich die erzählte Handlung teilweise, so dass sie aus mehreren Perspektiven dargestellt wird. Im Wesentlichen schreitet die Handlung jedoch voran, es wird also nicht die gesamte Handlung jeweils vierfach erzählt.
Auch der sprachliche Ausdruck der verschiedenen Perspektiven ist unterschiedlich. Hornby lässt die Erzähler auf ihren unterschiedlichen Sprachniveaus erscheinen – vom eloquenten Fernsehmoderator Martin über die biedere und unsichere Maureen bis zum ungehemmten Mundwerk von Jess, deren sprachliches Unvermögen offen dargestellt wird.

### Erzählstil von Jess
Sehr auffällig bei den Jess-Kapiteln ist, dass sie zwar die wörtliche Rede der anderen im Zusammenhang mit Szenen wiedergibt, aber nicht in der Form der wörtlichen Rede mit Anführungszeichen.
Und er dann, Na und?, und ich, Tja.
Statt Anführungszeichen setzt sie Kommas, um deutlich zu machen, dass es sich um wörtliche Rede handelt. Sie hat mit einer sprachlich angemessenen Darstellung als Erzählerin Schwierigkeiten, die in ihrer mangelnden Bildung begründet sind. Das erkennt sie aber selbst und klärt den Leser auch darüber auf:
Das mach ich immer, wenn ich über was rede, was ein anderer gesagt hat. Ich immer so, also ich sag so, und sie dann so, in der Art … Ich bin nicht so gut in Anführungszeichen und was weiß ich.
Außerdem verwendet Jess häufig umgangssprachliche Ausdrücke. Ihre Ausdrucksweise macht deutlich, dass sie unreif ist. Sie wirkt oft wie ein Kind, das gerne zeigen möchte, dass es recht hat. Jess benutzt, während sie redet, noch mehr Schimpfwörter als JJ.
… so ungefähr Kotz, Arschloch, Miststück, Scheiße, Fuck, Wichser.
Jess drückt sich gerne bildhaft aus, da es ihr manchmal schwerfällt, ihre Gedanken verständlich zu versprachlichen. Ihre Bilder oder Vergleiche wirken dann aber ebenso hilflos.
… es sei denn, einer von uns ginge hin und erfände eine Zeitmaschine oder würde verhindern, dass England von der Al-Qaida heimgesucht wird oder so.
Durch ihr sprachliches Verhalten wird deutlich, dass Jess es an Takt, Rücksicht und Stil mangelt – besonders im Gespräch mit der unsicheren und schüchternen Maureen.
… ohne dass ich fragte, ob sie schon mal einer von hinten gefickt hat …

## Rezeption

### Kritiken
Nick Hornby wurde in verschiedenen Rezensionen dafür kritisiert, dass er die ernsten Themen Depression bzw. Suizid auf seine lockere, schwarzhumorige Art behandelt. Es wird ihm jedoch zugutegehalten, dass er es mit diesen Themen ernst meint und sie nicht aus reiner Effekthascherei aufgreift.
Die Frankfurter Allgemeine Zeitung meinte 2005 in ihrer Rezension des Buches, es gelinge Hornby nicht, „die Charaktere und Stimmen sauber zu trennen“. Man werde „den Verdacht nicht los, daß Hornby seine Figuren nur als Spielmasse benutzt, ohne sich wirklich für sie zu interessieren.“
Depression und Suizid greift er bereits in seinen anderen Büchern auf, zum Beispiel bei Fiona in About a Boy, die einen Suizidversuch unternimmt, da sie meint, mit ihren Depressionen nicht weiterleben zu können.

## Adaption

### Hörbuch
A Long Way Down erschien 2005 als Hörbuch bei Der Hörverlag. Die Aufnahme umfasst 4 CD mit einer Gesamtlaufzeit von 320 Minuten. Jeder Charakter wird von einem anderen Sprecher gelesen. Stefan Kaminski spricht JJ, Hille Darjes gibt Maureen, Julia Hummer spielt Jess und Andreas Petri übernimmt den Part von Martin.

„Die mit sehr viel Sorgfalt auf ungefähr zwei Drittel des Romanumfangs gekürzte Lesung bewahrt zwar den Gesamtcharakter der Geschichte, trotzdem vermisst der Hornby-Leser auf den CDs einige gute Stellen.“

### Film
Der Roman wurde 2014 unter gleichem Titel verfilmt. Die Hauptrollen spielen Pierce Brosnan (Martin Sharp), Imogen Poots (Jess Crichton), Toni Collette (Maureen) und Aaron Paul (J.J.). Sam Neill spielt Jess’ Vater.

### Theater
Eine Theaterfassung wurde im Rahmen der Bad Hersfelder Festspiele am 21. Juli 2019 uraufgeführt. In der Inszenierung von Christian Nickel übernahmen Karsten Speck, Helena Sigal, Peter Englert, Mick Rießbeck und Natascha Hirthe die jeweiligen Rollen.

## Sonstiges
Topper's House soll das Hochhaus Archway-Tower über der Archway-U-Bahn-Station in Nord-London sein.